# Toute latitude
Pour les articles homonymes, voir Latitude (homonymie).
Albums de Dominique A
Éléor
(2015) La Fragilité
(2018)
Toute latitude est le douzième album studio du chanteur français Dominique A paru le 9 mars 2018 sur le label Cinq7/Wagram Music.

## Historique de l'album
Premier des deux albums de Dominique A parus en 2018 avant La Fragilité publié à la fin de l'année en octobre, Toute latitude est la conséquence d'une période 2016-2017 prolifique pour l'écriture avec deux approches différentes – composition avec une boite à rythme ou à la guitare acoustique – qui décideront de la parution de la chanson dans l'un ou l'autre des disques de 2018. Cet album contient les titres, plus dynamiques et vifs tendance électro, écrits avec une boite à rythme Tanzbär.
La parution de l'album est suivie d'une tournée en France avec notamment deux journées consacrées à Dominique A par la Philharmonie de Paris les 14 et 15 avril 2018,.

## Liste des titres de l'album
1. Cycle – 2 min 38 sec
2. Désert d'hiver – 3 min 03 sec
3. Toute latitude – 3 min 18 sec
4. Les Deux Côtés d'une ombre – 5 min 40 sec
5. La Mort d'un oiseau – 3 min 08 sec
6. Aujourd'hui n'existe plus – 2 min 31 sec
7. La Clairière – 2 min 46 sec
8. Enfants de la plage – 2 min 34 sec
9. Lorsque nous vivions ensemble – 3 min 28 sec
10. Corps de ferme à l'abandon – 4 min 31 sec
11. Se décentrer – 4 min 15 sec
12. Le Reflet – 4 min 14 sec

L'album dans son édition deluxe est accompagné d'un second disque, intitulé Ursa minor, comprenant les titres :
1. Ta parole
2. L'Eau des cailloux
3. Highlands
4. Derrière chaque coucher de soleil
5. Maisons de Léonard
6. Nationale 137
7. Celui que je ne dois pas croiser
8. Sous la main

## Accueil critique
Les Inrocks, particulièrement enthousiastes, voient dans Toute latitude « une réussite incontestable, humble et honnête [...] tout simplement parfait » soulignant la qualité d'écriture de son auteur. Soulignant que cet opus est « album de transition, évolution et rappel du passé du chanteur » le critique de Slate le qualifie de « contemporain aux saveurs nineties ».
Télérama en revanche est négatif sur cet album, considérant que l'artiste « ne surprend plus » et suscite « l'ennui », ne lui accordant que la note de ƒƒ.